# Adománybolt
Az adománybolt vagy jótékonyságbolt egy jótékonysági szervezet által működtetett, adománygyűjtés számára létrehozott kiskereskedelmi egység.
A jótékonysági boltok egyfajta társadalmi vállalkozások. Általában főleg civilek által adományozott használt árukat értékesítenek, és gyakran alkalmaznak önkénteseket. Mivel a termékeket felajánlás útján, ingyen kapják, az üzlet járulékos költségei pedig alacsonyak, ezért nagyon alacsony áron tudják őket eladni. Miután minden költséget kifizettek, az eladásokból származó maradék bevételt a szervezet által meghatározott jótékony célra fordítják. Az üzleti modell Angliából származik, de mára elterjedt egész Európában. Magyarországon, elsősorban Budapesten a 2010-es években terjedtek el.

## Az adományboltok célközönsége
Az adományboltok általában a takarékos, korlátozott vagy fix jövedelemmel rendelkező emberek körében népszerűek. Rajtuk kívül vásárlóik körébe tartoznak még gyűjtők, vagy szokatlan ízlésű emberek. Ez utóbbi csoportba különböző szubkultúrák tagjai tartoznak. Például korai punk rockerek gyakran öltöztek adományboltokban vásárolt, utólag módosított ruhákba.
Környezetvédők körében is népszerűek az adományboltok, mivel a használt árucikkek vásárlása és újrafelhasználása sokkal kevesebb erőforrást emészt fel és kevesebb természeti kárt okoz, mint az új javak elkészítése. Ezen kívül a használt tárgyak újrafelhasználása csökkenti a keletkezett hulladék mennyiségét.

## Új dolgok árusítása az adományboltokban
Néhány adománybolt, mint például a Roy Castle Tüdőrák Alapítvány, adományboltjában néhány új árucikkeket is árul, amiket kifejezetten jótékony célra szántak, vagy amelyek köthetők az adománybolt céljaihoz. Például az Oxfam boltok „fair trade” élelmiszereket és tárgyakat árulnak. Néhány bolt könyvek és zenék árusítására szakosodott. Az adományboltok akár helyi kereskedőktől is megkaphatják árukészletük többletét, vagy feleslegessé vált részét. Ebben az esetben a helyi kereskedőnek adókedvezménye származik az adományozásból, valamint a kidobással, szemét szállítással kapcsolatos költségeket is elkerülhetik, miközben nem kell fölöslegesen tárolniuk az árucikkeket.

## Adományboltok az Egyesült Királyságban

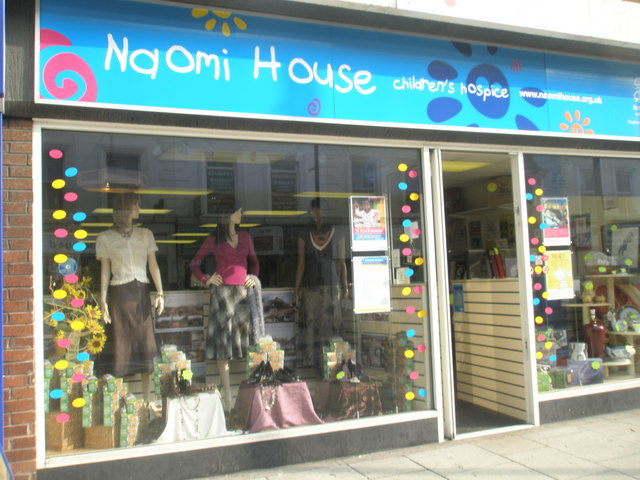
Jótékonysági üzlet a West Streeten

Az első Oxfam adománybolt az Egyesült Királyságban, az oxfordi Broad Streeten alakult, és 1947 decemberében kezdte a kereskedést (bár maga a bolt nem nyitott ki 1948 februárjáig). Az első adományboltok közül számos továbbit az Oxfam alapított.
Azonban az egyik első Vöröskereszt bolt már 1941-ben megnyílt az Old Bond Street 17-es szám alatt, Londonban. Összességében további 200 állandó, és 150 ideiglenes Vöröskereszt bolt nyílt meg a második világháború alatt.
A wolverhamptoni vakok intézete (most Bacon Center) már 1899-ben nyitott egy boltot, ahol vak emberek által készített árucikkeket árult, a bevételt pedig a vak közösség támogatására fordították.
Az első világháború alatt is történtek hasonló gyűjtői tevékenységek, például a Sheperd Market-i bazár Londonban, mely 50 000 font bevételt hozott a Vöröskeresztnek.
Ma az Oxfam működteti a legtöbb (700 feletti) adományboltot az Egyesült Királyságban. Sok Oxfam bolt könyveket is árult, és már 70 speciális használt könyv bolt tartozik a hálózathoz, amely ezáltal Anglia legnagyobb használt könyveket árusító hálózatává vált. Az Oxfam más országokban is működtet boltokat, köztük Németországban, Írországban, Hollandiában és Hongkongban.

## Fordítás
- Ez a szócikk részben vagy egészben  a   Charity shop című angol Wikipédia-szócikk fordításán alapul.  Az eredeti cikk szerkesztőit annak laptörténete sorolja fel. Ez a jelzés csupán a megfogalmazás eredetét és a szerzői jogokat jelzi, nem szolgál a cikkben szereplő információk forrásmegjelöléseként.

## Külső hivatkozások
- Az első magyar adománybolt honlapja Archiválva 2012. március 8-i dátummal a Wayback Machine-ben (1085 Budapest, Üllői út 6.)
- Centerke Adományozó Központ  2003 óta sikeres támogató hely.
- Szeretetcsoki  jótékonysági csokigyűjtés, finom falatokkal támogató hely, évente több ezer szeretetcsokival segít!.

Centerke Adományozó Központ

- Adományozás, Pillanatképek